# Liste der Staatsoberhäupter 1955
Übersicht
◄◄ | ◄ | 1951 | 1952 | 1953 | 1954 | Liste der Staatsoberhäupter 1955 | 1956 | 1957 | 1958 | 1959 | ► | ►►

Weitere Ereignisse

## Afrika
- Ägypten
  - Staatsoberhaupt: Vorsitzender des revolutionären Kommandorats Gamal Abdel Nasser (1954, 1954–1970) (ab 1956 Präsident) (1954, 1954–1958 Regierungschef)
  - Regierungschef: Ministerpräsident Gamal Abdel Nasser (1954, 1954–1958)  (1954, 1954–1970 Staatsoberhaupt)

- Äthiopien
  - Staatsoberhaupt: Kaiser Haile Selassie (1930–1974) (1916–1930 Regent, 1936–1941 im Exil)
  - Regierungschef: Ministerpräsident Makonnen Endelkachew (1943–1957)

- Liberia
  - Staats- und Regierungschef: Präsident William S. Tubman (1944–1971)

- Libyen
  - Staatsoberhaupt: König Idris (1951–1969)
  - Regierungschef: Ministerpräsident Mustafa bin Halim (1954–1957)

- Südafrika
  - Staatsoberhaupt: Königin Elisabeth II. (1952–1961)
    - Generalgouverneur: Ernest George Jansen (1951–1959)

  - Regierungschef: Ministerpräsident Johannes Gerhardus Strijdom (1954–1958)

## Amerika

### Nordamerika
- Kanada
  - Staatsoberhaupt: Königin Elisabeth II. (1952–2022)
    - Generalgouverneur: Vincent Massey (1952–1959)

  - Regierungschef: Premierminister Louis Saint-Laurent (1948–1957)

- Mexiko
  - Staats- und Regierungschef: Präsident Adolfo Ruiz Cortines (1952–1958)

- Vereinigte Staaten von Amerika
  - Staats- und Regierungschef: Präsident Dwight D. Eisenhower (1953–1961)

### Mittelamerika
- Costa Rica
  - Staats- und Regierungschef: Präsident José Figueres Ferrer (1948–1949, 1953–1958, 1970–1974)

- Dominikanische Republik
  - Staats- und Regierungschef: Präsident Hector Bienvenido Trujillo Molina (1952–1960)

- El Salvador
  - Staats- und Regierungschef: Präsident Óscar Osorio (1950–1956)

- Guatemala
  - Staats- und Regierungschef: Präsident Carlos Castillo Armas (1954–1957)

- Haiti
  - Staats- und Regierungschef: Präsident Paul Eugène Magloire (1950–1956)

- Honduras
  - Staats- und Regierungschef: Oberster Staatschef Julio Lozano Díaz (1954–1956)

- Kuba
  - Staatsoberhaupt: Präsident Fulgencio Batista (1952–1959)
  - Regierungschef: Ministerpräsident Jorge García Montes (24. Februar 1955–1957)

- Nicaragua
  - Staats- und Regierungschef: Präsident Anastasio Somoza García (1937–1947, 1950–1956)

- Panama
  - Staats- und Regierungschef:
  - Präsident José Antonio Remón Cantera (1952–2. Januar 1955)
  - Präsident José Ramón Guizado Valdés (2. Januar 1955–29. März 1955)
  - Präsident Ricardo Manuel Arias Espinoza (29. März 1955–1956)

### Südamerika
- Argentinien
  - Staats- und Regierungschef:
    - Präsident Juan Perón (1946–21. September 1955, 1973–1974)
    - Vorsitzender der Militärjunta José Domingo Molina Gómez (21. September 1955–23. September 1955)
    - Präsident Eduardo Lonardi (23. September 1955–13. November 1955) (kommissarisch)
    - Präsident Pedro Eugenio Aramburu (13. November 1955–1958) (kommissarisch)

- Bolivien
  - Staats- und Regierungschef: Präsident Víctor Paz Estenssoro (1952–1956, 1960–1964, 1985–1989)

- Brasilien
  - Staats- und Regierungschef:
    - Präsident João Café Filho (1954–1956)
    - Präsident des Senats Carlos Coimbra da Luz (9. November 1955–11. November 1955) (kommissarisch)
    - Vizepräsident des Senats Nereu de Oliveira Ramos (11. November 1955–1956) (kommissarisch)

- Chile
  - Staats- und Regierungschef: Präsident Carlos Ibáñez del Campo (1927–1931, 1952–1958)

- Ecuador
  - Staats- und Regierungschef: Präsident José María Velasco Ibarra (1934–1935, 1944–1947, 1952–1956, 1960–1961, 1968–1972)

- Kolumbien
  - Staats- und Regierungschef: Präsident Gustavo Rojas Pinilla (1953–1957)

- Paraguay
  - Staats- und Regierungschef: Präsident Alfredo Stroessner (1954–1989)

- Peru
  - Staatsoberhaupt: Präsident Manuel A. Odría (1949–1950, 1950–1956)
  - Regierungschef: Ministerpräsident Roque Augusto Saldías Maninat (1947–1948, 1954–1956)

- Uruguay
  - Staats- und Regierungschef: Vorsitzender des Nationalrats Andrés Martínez Trueba (1951–1956) (bis 1952 Präsident)

- Venezuela
  - Staats- und Regierungschef: Präsident Marcos Pérez Jiménez (1952–1958) (bis 1953 kommissarisch)

## Asien

### Ost-, Süd- und Südostasien
- Bhutan
  - Staatsoberhaupt: König Jigme Dorje Wangchuck (1952–1972)
  - Regierungschef: Ministerpräsident Jigme Palden Dorji (1952–1964)

- Burma (ab 1989 Myanmar)
  - Staatsoberhaupt: Präsident Ba U (1952–1957)
  - Regierungschef: Ministerpräsident U Nu (1948–1956, 1957–1958, 1960–1962)

- Ceylon (ab 1972 Sri Lanka)
  - Staatsoberhaupt: Königin Elisabeth II. (1952–1972)
    - Generalgouverneur:  Oliver Goonetilleke (1954–1962)

  - Regierungschef: Premierminister John Lionel Kotalawela (1953–1956)

- Republik China (Taiwan)
  - Staatsoberhaupt: Präsident Chiang Kai-shek (1950–1975) (1928–1931, 1943–1948 Vorsitzender der Nationalregierung Chinas, 1948–1949 Präsident von Nationalchina; 1930–1931, 1935–1938, 1939–1945, 1947 Ministerpräsident von Nationalchina)
  - Regierungschef: Ministerpräsident Yu Hung-Chun (1954–1958)

- Volksrepublik China
  - Parteichef: Vorsitzender der Kommunistischen Partei Chinas Mao Zedong (1943–1976) (1949–1954 Vorsitzender der zentralen Volksregierung; 1954–1959 Präsident)
  - Staatsoberhaupt: Präsident Mao Zedong (1949–1959) (bis 1954 Vorsitzender der zentralen Volksregierung) (1942–1976 Parteichef)
  - Regierungschef: Ministerpräsident Zhou Enlai (1949–1976)

- Indien
  - Staatsoberhaupt: Präsident Rajendra Prasad (1950–1962)
  - Regierungschef: Premierminister Jawaharlal Nehru (1947–1964)

- Indonesien
  - Staatsoberhaupt: Präsident Sukarno (1945–1967)
  - Regierungschef:
    - Ministerpräsident Ali Sastroamidjojo (1953–11. August 1955, 1956–1957)
    - Ministerpräsident Burhanuddin Harahap (11. August 1955–1956)

- Japan
  - Staatsoberhaupt: Kaiser Hirohito (1926–1989) (1921–1926 Regent)
  - Regierungschef: Premierminister Hatoyama Ichirō (1954–1956)

- Kambodscha
  - Staatsoberhaupt:
    - König Norodom Sihanouk (1941–3. März 1955, 1993–2004) (1991–1993 Vorsitzender des obersten Nationalrats) (1945, 1950, 1952–1953, 1954, 1955–1956, 1956, 1956, 1957, 1958–1960, 1961–1962 Ministerpräsident)
    - König Norodom Suramarit (3. März 1955–1960)

  - Regierungschef:
    - Ministerpräsident Penn Nouth (1948–1949, 1953, 1954–25. Januar 1955, 1958, 1961, 1968–1969, 1975–1976)
    - Ministerpräsident Leng Ngeth (25. Januar 1955–3. Oktober 1955)
    - Ministerpräsident Norodom Sihanouk (1945, 1950, 1952–1953, 1954, 3. Oktober 1955–1956, 1956, 1956, 1957, 1958–1960, 1961–1962) (1941–1955, 1993–2004 König) (1991–1993 Vorsitzender des obersten Nationalrats)

- Nordkorea
  - De-facto-Herrscher: Kim Il-sung (1948–1994)
  - Staatsoberhaupt: Vorsitzender des Präsidiums der Obersten Volksversammlung Kim Du-bong (1948–1957)
  - Regierungschef: Ministerpräsident Kim Il-sung (1948–1972)

- Südkorea
  - Staats- und Regierungschef: Präsident Rhee Syng-man (1948–1960)

- Laos
  - Staatsoberhaupt: König Sisavang Vong (1945, 1946–1959) (1904–1945 König von Luang Prabang)
  - Regierungschef: Ministerpräsident Katāy Dōn Sasōrit (1954–1956)

- Nepal
  - Staatsoberhaupt: König Mahendra (1955–1972)
  - Regierungschef:
    - Ministerpräsident Matrika Prasad Koirala (1951–1952, 1953–2. März 1955)
    - vakant (2. März 1955–1956)

- Pakistan
  - Staatsoberhaupt: Königin Elisabeth II. (1952–1956)
    - Generalgouverneur:
      - Ghulam Muhammad (1951–6. Oktober 1955)
      - Iskander Mirza (7. August 1955–1956) (kommissarisch seit 6. Oktober 1955) (1956–1958 Präsident)

  - Regierungschef:
    - Ministerpräsident Muhammad Ali Bogra (1953–11. August 1955)
    - Ministerpräsident Chaudhry Muhammad Ali (11. August 1955–1956)

- Philippinen
  - Staats- und Regierungschef: Präsident Ramon Magsaysay (1953–1957)

- Sikkim (unter indischer Suzeränität)
  - Staatsoberhaupt: König Tashi Namgyal (1914–1963)
  - Regierungschef: Dewan Nari Kaikhosru Rustomji (1954–1959)

- Thailand
  - Staatsoberhaupt: König Rama IX. Bhumibol Adulyadej (1946–2016)
  - Regierungschef: Ministerpräsident Plaek Phibunsongkhram (1938–1944, 1948–1957)

- Nordvietnam
  - Staatsoberhaupt: Präsident Hồ Chí Minh (1945–1969) (1945–1955 Ministerpräsident)
    - Ministerpräsident Hồ Chí Minh (1945–20. September 1955) (1945–1969 Präsident)
    - Ministerpräsident Phạm Văn Đồng (20. September 1955–1976) (1976–1987 Vorsitzender des Ministerrats von Vietnam)

- Südvietnam
  - Staatsoberhaupt:
    - Präsident Bảo Đại (1949–26. Oktober 1955) (1926–1945 Kaiser von Vietnam)
    - Präsident Ngô Đình Diệm (26. Oktober 1955–1963) (1954–1955 Ministerpräsident)

  - Regierungschef: Ministerpräsident Ngô Đình Diệm (1954–26. Oktober 1955) (Amt abgeschafft) (1955–1963 Präsident)

### Vorderasien
- Irak
  - Staatsoberhaupt: König Faisal II. (1939–1958)
  - Regierungschef: Ministerpräsident Nuri as-Said (1930–1932, 1938–1940, 1941–1944, 1946–1947, 1949, 1950–1952, 1954–1957, 1958)

- Iran
  - Staatsoberhaupt: Schah Mohammad Reza Pahlavi (1941–1979)
  - Regierungschef:
    - Ministerpräsident Fazlollah Zahedi (1953–7. April 1955)
    - Ministerpräsident Hossein Ala (1951, 7. April 1955–1957)

- Israel
  - Staatsoberhaupt: Präsident Jizchak Ben Zwi (1952–1963)
  - Regierungschef:
    - Ministerpräsident Mosche Scharet (1953–3. November 1955)
    - Ministerpräsident David Ben-Gurion (1948–1953, 3. November 1955–1963)

- Jemen
  - Herrscher:
    - König Ahmad ibn Yahya (1948–31. März 1955, 1955–1962)
    - König Abdullah ibn Yahya (31. März 1955–5. April 1955)
    - König Ahmad ibn Yahya (1948–1955, 5. April 1955–1962)

  - Regierungschef: Ministerpräsident Hassan ibn Yahya (1948–18. Juni 1955)

- Jordanien
  - Staatsoberhaupt: König Hussein (1952–1999)
  - Regierungschef:
    - Ministerpräsident Tawfiq Abu l-Huda (1938–1944, 1947–1950, 1951–1953, 1954–30. Mai 1955)
    - Ministerpräsident Saʿid al-Mufti (1950, 30. Mai 1955–15. Dezember 1955, 1956)
    - Ministerpräsident Hazza' Al-Majali (15. Dezember 1955–21. Dezember 1955, 1959–1960)
    - Ministerpräsident Ibrahim Hashem (1933–1938, 1945–1947, 21. Dezember 1955–1956, 1956, 1957–1958)

- Libanon
  - Staatsoberhaupt: Präsident Camille Chamoun (1952–1958)
  - Regierungschef:
    - Ministerpräsident Sami as-Solh (1942–1943, 1945–1946, 1952, 1954–19. September 1955, 1956–1958)
    - Ministerpräsident Rashid Karami (19. September 1955–1956, 1958–1960, 1961–1964, 1965–1966, 1966–1968, 1969–1970, 1975–1976, 1984–1987)

- Oman (1891–1971 britisches Protektorat)
  - Herrscher: Sultan Said ibn Taimur (1932–1970)

- Saudi-Arabien
  - Staats- und Regierungschef: König Saud ibn Abd al-Aziz (1953–1964)

- Syrien
  - Staatsoberhaupt:
    - Präsident Haschim Chalid al-Atassi (1943–1949, 1949–1951, 1954–6. September 1955) (1920, 1949 Ministerpräsident)
    - Präsident Schukri al-Quwatli (1943–1946, 6. September 1955–1958)

  - Regierungschef:
    - Ministerpräsident Faris al-Churi (1944–1945, 1954–13. Februar 1955)
    - Ministerpräsident Sabri al-Assali (1954, 13. Februar 1955–13. September 1955, 1956–1958)
    - Ministerpräsident Said al-Ghazzi (1954, 13. September 1955–1956)

- Türkei
  - Staatsoberhaupt: Präsident Celâl Bayar (1950–1960) (1937–1939 Ministerpräsident)
  - Regierungschef: Ministerpräsident Adnan Menderes (1950–1960)

### Zentralasien
- Afghanistan
  - Staatsoberhaupt: König Mohammed Sahir Schah (1933–1973)
  - Regierungschef: Ministerpräsident Mohammed Daoud Khan (1953–1963) (1973–1978 Präsident)

- Mongolei
  - Staatsoberhaupt: Vorsitzender des Großen Volks-Churals Dschamsrangiin Sambuu (1954–1972)
  - Regierungschef: Vorsitzender des Ministerrates Jumdschaagiin Tsedenbal (1952–1974) (1974–1984 Vorsitzender des Großen Volks-Churals)

## Australien und Ozeanien
- Australien
  - Staatsoberhaupt: Königin Elisabeth II. (1952–2022)
    - Generalgouverneur: William Slim (1953–1960)

  - Regierungschef: Premierminister Robert Menzies (1939–1941, 1949–1966)

- Neuseeland
  - Staatsoberhaupt: Königin Elisabeth II. (1952–2022)
    - Generalgouverneur: Charles Norrie (1952–1957)

  - Regierungschef: Premierminister Sidney Holland (1949–1957)

## Europa
- Albanien
  - Parteichef: 1. Sekretär der albanischen Arbeiterpartei Enver Hoxha (1948–1985) (1946–1954 Ministerpräsident)
  - Staatsoberhaupt: Vorsitzender des Präsidiums der Volksversammlung Haxhi Lleshi (1953–1982)
  - Regierungschef: Ministerpräsident Mehmet Shehu (1954–1981)

- Andorra
  - Co-Fürsten:
    - Staatspräsident von Frankreich: René Coty (1954–1959)
    - Bischof von Urgell: Ramon Iglésias Navarri (1943–1969)

- Belgien
  - Staatsoberhaupt: König Baudouin I. (1951–1993)
  - Regierungschef: Ministerpräsident Achille Van Acker (1945–1946, 1946, 1954–1958)

- Bulgarien
  - Parteichef: Generalsekretär der Bulgarischen Kommunistischen Partei Todor Schiwkow (1954–1989) (1971–1989 Staatsratsvorsitzender) (1962–1971 Ministerpräsident)
  - Staatsoberhaupt: Vorsitzender des Präsidiums der Nationalversammlung Georgi Damjanow (1950–1958)
  - Regierungschef: Vorsitzender des Ministerrats Wulko Tscherwenkow (1950–1956) (1950–1954 Parteichef)

- Dänemark
  - Staatsoberhaupt: König Friedrich IX. (1947–1972)
  - Regierungschef:
    - Ministerpräsident Hans Hedtoft (1947–1950, 1953–29. Januar 1955)
    - Ministerpräsident Hans Christian Svane Hansen (1. Februar 1955–1960)

  - Färöer (politisch selbstverwalteter und autonomer Bestandteil des Königreichs Dänemark)
    - Vertreter der dänischen Regierung: Reichsombudsmann Niels Elkær-Hansen (1954–1961)
    - Regierungschef: Ministerpräsident Kristian Djurhuus (1950–1959, 1968–1970)

- Bundesrepublik Deutschland (1949–5. Mai 1955 unter Besatzungsrecht)
  - Staatsoberhaupt: Bundespräsident Theodor Heuss (1949–1959)
  - Regierungschef: Bundeskanzler Konrad Adenauer (1949–1963)

- Deutsche Demokratische Republik
  - Parteichef: Generalsekretär des ZK der SED Walter Ulbricht (1950–1971) (1960–1973 Staatsratsvorsitzender)
  - Staatsoberhaupt: Präsident Wilhelm Pieck (1949–1960) (1946–1950 Parteichef)
  - Regierungschef: Ministerpräsident Otto Grotewohl (1949–1964) (1946–1950 Parteichef)

- Finnland
  - Staatsoberhaupt: Präsident Juho Kusti Paasikivi (1946–1956)
  - Regierungschef: Ministerpräsident Urho Kekkonen (1950–1953, 1954–1956) (1956–1982 Präsident)

- Frankreich
  - Staatsoberhaupt Präsident René Coty (1954–1959)
  - Regierungschef:
    - Präsident des Ministerrats Pierre Mendès France (1954–23. Februar 1955)
    - Präsident des Ministerrats Edgar Faure (1952, 23. Februar 1955–1956)

- Griechenland
  - Staatsoberhaupt: König Paul (1947–1964)
  - Regierungschef:
    - Ministerpräsident Alexandros Papagos (1952–4. Oktober 1955)
    - Ministerpräsident Stephanos Stephanopoulos (4. Oktober 1955–6. Oktober 1955, 1965–1966) (kommissarisch)
    - Ministerpräsident Konstantinos Karamanlis (6. Oktober 1955–1958, 1958–1961, 1961–1963, 1974–1980) (1980–1985, 1990–1995 Staatspräsident)

- Irland
  - Staatsoberhaupt: Präsident Seán Ó Ceallaigh (1945–1959)
  - Regierungschef: Taoiseach John A. Costello (1948–1951, 1954–1957)

- Island
  - Staatsoberhaupt: Präsident Ásgeir Ásgeirsson (1952–1968) (1932–1934 Ministerpräsident)
  - Regierungschef: Ministerpräsident Ólafur Thors (1942, 1944–1947, 1949–1950, 1953–1956, 1959–1963)

- Italien
  - Staatsoberhaupt:
    - Präsident Luigi Einaudi (1948–11. Mai 1955)
    - Präsident Giovanni Gronchi (11. Mai 1955–1962)

  - Regierungschef:
    - Ministerpräsident Mario Scelba (1954–6. Juli 1955)
    - Ministerpräsident Antonio Segni (6. Juli 1955–1957, 1959–1960) (1962–1964 Präsident)

- Jugoslawien
  - Staatsoberhaupt: Präsident Josip Broz Tito (1953–1980) (1945–1963 Ministerpräsident)
  - Regierungschef: Ministerpräsident Josip Broz Tito (1945–1963) (1953–1980 Präsident)

- Kanalinseln[1]
  - Guernsey
    - Staats- und Regierungschef: Herzogin Elisabeth II. (1952–2022)
      - Vizegouverneur: Thomas Elmhirst (1953–1958)

  - Jersey
    - Staats- und Regierungschef: Herzogin Elisabeth II. (1952–2022)
      - Vizegouverneur: Gresham Nicholson (1953–1958)

- Liechtenstein
  - Staatsoberhaupt: Fürst Franz Josef II. (1938–1989)
  - Regierungschef: Alexander Frick (1945–1962)

- Luxemburg
  - Staatsoberhaupt: Großherzogin Charlotte (1919–1964) (1940–1945 im britischen Exil)
  - Regierungschef: Ministerpräsident Joseph Bech (1926–1937, 1953–1958)

- Isle of Man[1]
  - Staatsoberhaupt: Lord of Man Elisabeth II. (1952–2022)
    - Vizegouverneur: Ambrose Dundas Flux Dundas (1952–1959)

- Monaco
  - Staatsoberhaupt: Fürst Rainier III. (1949–2005)
  - Regierungschef: Staatsminister Henry Soum (1953–1959)

- Niederlande
  - Staatsoberhaupt: Königin Juliana (1948–1980)
  - Regierungschef: Ministerpräsident Willem Drees (1948–1958)
  - Niederländische Antillen (Land des Königreichs der Niederlande)
    - Vertreter der niederländischen Regierung: Gouverneur Teun Struycken (1951–1956)
    - Regierungschef: Ministerpräsident Efraïn Jonckheer (1954–1968)

- Norwegen
  - Staatsoberhaupt: König Haakon VII. (1905–1957) (1940–1945 im britischen Exil)
  - Regierungschef:
    - Ministerpräsident Oscar Torp (1951–22. Januar 1955)
    - Ministerpräsident Einar Gerhardsen (1945–1951, 22. Januar 1955–1963, 1963–1965)

- Österreich (1945–1955 unter Besatzungsrecht)
  - Staatsoberhaupt: Bundespräsident Theodor Körner (1951–1957)
  - Regierungschef: Bundeskanzler Julius Raab (1953–1961)

- Polen
  - Parteichef: 1. Sekretär Bolesław Bierut (1948–1956) (1944–1947 Präsident des Landesnationalrates, 1947–1952 Präsident, 1952–1954 Ministerpräsident)
  - Staatsoberhaupt: Staatsratsvorsitzender Aleksander Zawadzki (1952–1964)
  - Regierungschef: Ministerpräsident Józef Cyrankiewicz (1947–1952, 1954–1970) (1970–1972 Staatsratsvorsitzender)

- Portugal
  - Staatsoberhaupt: Präsident Francisco Craveiro Lopes (1951–1958)
  - Regierungschef: Ministerpräsident António de Oliveira Salazar (1932–1968)

- Rumänien
  - Parteichef:
    - Generalsekretär Gheorghe Apostol (1954–30. September 1955)
    - Generalsekretär Gheorghe Gheorghiu-Dej (1945–1954, 30. September 1955–1965) (1952–1954 Ministerpräsident) (1961–1965 Staatsoberhaupt)

  - Staatsoberhaupt: Präsident des Präsidiums der Nationalversammlung Petru Groza (1952–1958) (1945–1952 Ministerpräsident)
  - Regierungschef:
    - Ministerpräsident Gheorghe Gheorghiu-Dej (1952–2. Oktober 1955) (1945–1954, 1955–1965 Parteichef) (1961–1965 Staatsoberhaupt)
    - Ministerpräsident Chivu Stoica (2. Oktober 1955–1961) (1965–1967 Staatsoberhaupt)

- San Marino
  - Staatsoberhaupt: Capitani Reggenti
    - Giordano Giacomini (1948–1949, 1. Oktober 1953–1. April 1954, 1957) und Giuseppe Renzi (1948, 1. Oktober 1953–1. April 1954)
    - Domenico Forcellini (1947–1948, 1951–1952, 1. April 1955–1. Oktober 1955, 1958–1959, 1962, 1967–1968) und  Vittorio Meloni (1. April 1955–1. Oktober 1955)
    - Primo Bugli (1949, 1. Oktober 1955–1. April 1956, 1973, 1976–1977) und Giuseppe Maiani (1. Oktober 1955–1. April 1956, 1982)

  - Regierungschef: Außenminister Gino Giancomini (1945–1957)

- Schweden
  - Staatsoberhaupt: König Gustav VI. Adolf (1950–1973)
  - Regierungschef: Ministerpräsident Tage Erlander (1946–1969)

- Schweiz[2]
  - Bundespräsident Max Petitpierre (1950, 1. Januar 1955–31. Dezember 1955, 1960)
  - Bundesrat:
    - Philipp Etter (1934–1959)
    - Max Petitpierre (1945–1961)
    - Markus Feldmann (1952–1958)
    - Hans Streuli (1954–1959)
    - Thomas Holenstein (1. Januar 1955–1959)
    - Giuseppe Lepori (1. Januar 1955–1959)
    - Paul Chaudet (1. Januar 1955–1966)

- Sowjetunion
  - Parteichef: Erster Sekretär der KPdSU Nikita Chruschtschow (1953–1964) (1958–1964 Vorsitzender des Ministerrats)
  - Staatsoberhaupt: Vorsitzender des Präsidiums des obersten Sowjets Kliment Woroschilow (1953–1960)
  - Regierungschef:
    - Vorsitzender des Ministerrats Georgi Malenkow (1953–8. Februar 1955)
    - Vorsitzender des Ministerrats Nikolai Bulganin (8. Februar 1955–1958)

- Spanien
  - Staats- und Regierungschef: Caudillo Francisco Franco (1939–1975)

- Tschechoslowakei
  - Parteichef: Vorsitzender Antonín Novotný (1953–1968) (1957–1968 Präsident)
  - Staatsoberhaupt: Präsident Antonín Zápotocký (1953–1957) (1948–1953 Ministerpräsident)
  - Regierungschef: Ministerpräsident Viliam Široký (1953–1963)

- Ungarn
  - Parteichef: Generalsekretär der Partei der Ungarischen Werktätigen Mátyás Rákosi (1945–1956) (1946, 1947, 1952–1953 Ministerpräsident)
  - Staatsoberhaupt: Vorsitzender des Präsidentschaftsrats István Dobi (1952–1967) (1948–1952 Ministerpräsident)
  - Regierungschef:
    - Ministerpräsident Imre Nagy (1953–18. April 1955, 1956)
    - Ministerpräsident András Hegedüs (18. April 1955–1956)

- Vatikanstadt
  - Staatsoberhaupt: Papst Pius XII. (1939–1958)
  - Regierungschef: Pro-Staatssekretär für außerordentliche kirchliche Angelegenheiten Domenico Tardini (1952–1958)

- Vereinigtes Königreich
  - Staatsoberhaupt: Königin Elisabeth II. (1952–2022) (gekrönt 1953)
  - Regierungschef:
    - Premierminister Winston Churchill (1940–1945, 1951–6. April 1955)
    - Premierminister Anthony Eden (6. April 1955–1957)